# Institut des femmes
L'Institut des femmes (en espagnol : Instituto de las Mujeres), anciennement Institut de la Femme (espagnol : Instituto de la Mujer), est une agence d'État espagnole.
Elle est créée pour promouvoir et défendre les droits des femmes dans le pays.

## Présentation

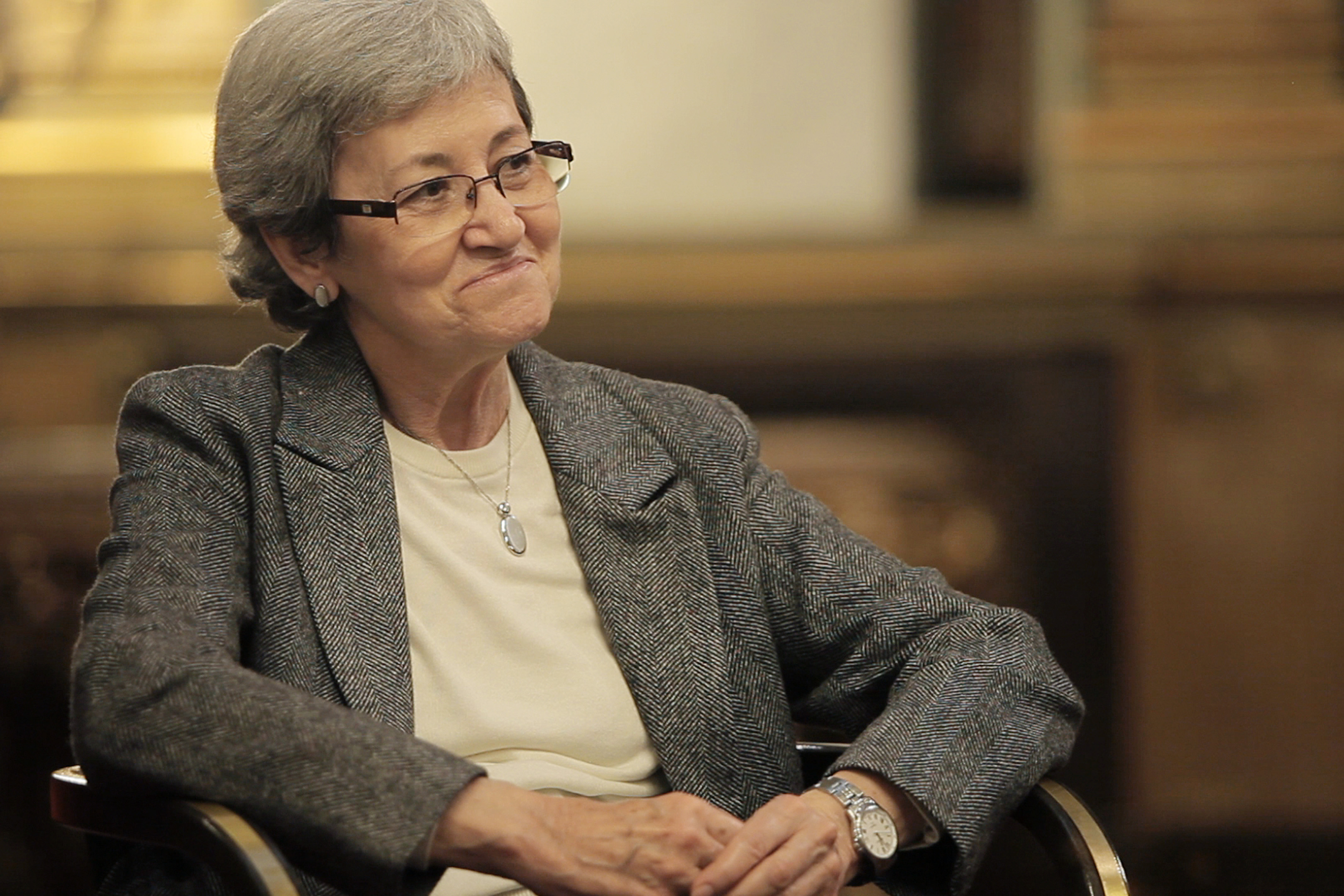
Carlota Bustelo, première directrice.

L'Institut des femmes est rattaché au ministère de l'Égalité et au secrétariat d'État d'Égalité.
Sa finalité est de promouvoir les conditions qui permettent l'égalité et la participation des femmes dans la vie politique, culturelle, économique et sociale. 
Sa première directrice est Carlota Bustelo, personnalité historique de la lutte des droits des femmes en Espagne. 
La directrice actuelle est la sociologue et universitaire Cristina Hernández Martín. 

## Direction
- Depuis 2024 : Cristina Hernández Martín[7].
- 2023 - 2024 : Isabel García Sánchez[8].
- 2023 : Ana Varela[9].
- 2021 - 2023 : Toni Morillas (es)[10].
- 2020 - 2021 : Beatriz Gimeno[11].
- 2019-2020 : Rocío Rodríguez Prieto[12].
- 2018 - 2019 : Silvia Buabent (es)[13].
- 2017 - 2018 : Lucía Cerón (es)[14].
- 2015 - 2017 : Rosa Urbón Izquierdo[15].
- 2012 -2015 : Carmen Plaza Martín[16].
- 2011 - 2012 : Teresa Blat Gimeno[17].
- 2009 - 2011 : Laura Seara[18].
- 2004 - 2009 : Rosa María Peris Cervera[19].
- 2003 - 2004 : Miriam Tey de Salvador[20].
- 2002 - 2003 : Carmen Lucía de Miguel y García[21].
- 2000 : María del Pilar Dávila del Cerro[22].
- 1996 - 2000: Concepción Dancausa[23].
- 1993 - 1996 : Marina Subirats [24].
- 1991 - 1993 : Purificación Gutiérrez López[25].
- 1988- 1991 : Carmen Martínez Ten (es)[26].
- 1983 - 1988 : Carlota Bustelo[27].

## Réalisations
En novembre 2021, l'Institut inaugure le Musée virtuel de la Femme combattante, avec l'université Pompeu-Fabra de Barcelone, projet scientifique initié par Tània Balló Colell.  

## Postérité
Il est l'un des organismes phares des droits des femmes en Europe, auquel participe notamment la gynécologue Elena Arnedo Soriano, pionnière des droits des femmes dans les années 1970, l'une des initiatrices du planning familial. 